# Søren Jensen (fodboldspiller)
 Der er flere personer med dette navn, se Søren Jensen.
Søren Tougaard Jensen (født 1. marts 1984) er en tidligere dansk fodboldspiller, som startede sin fodboldkarriere i Superligaklubben Viborg FF. Han sluttede sin karriere hos FC Fredericia.
Han er født i den lille by Løvel, som cirka ligger 8 km fra Viborg. Han kom til OB i vinterpausen i sæsonen 2005/2006 med henblik på at få spilletid. Dette har været svært for ham, men med en plads i startopstillingen i 6 ud af de sidste 7 kampe i efterårssæsonen 07/08, kom han op på 40 kampe i den blå-hvide trøje. Han har vist, hvad han kan, de gange han har fået chancen på banen, for U21-landsholdstræner Keld Bordinggaard har ved nogle lejligheder udtaget ham til det danske U21-landshold.
Han opnåede imidlertid ikke det store gennembrud hos OB, og blev i juni 2008 solgt til den norske tippeligaklub Odd Grenland på en kontrakt for 3½ år.
I februar 2010 blev Søren Jensen udlejet til Randers FC i den danske SAS Liga. Her var han udset til at skulle erstatte venstrebacken David Addy, der skiftede fra Randers FC til den portugisiske storklub FC Porto. Randers FC's lejemål af Søren Jensen varede frem til sommerpausen 2010, hvorefter han fik en 1 årig kontrakt med klubben.
I sommeren 2011 skiftede han til AC Horsens på en kontrakt gældende til sommeren 2014.